# Andrei Grabar
Andrei Nikoláyevich Grabar (en ucraniano: Андрій Миколайович Грабар, en ruso: Андрей Николаевич Грабар, en francés: André Grabar; Kiev, 26 de julio de 1896 - París, 3 de octubre de 1990) fue un historiador del arte francés de origen ruso.
Profesor de arqueología bizantina en el Collège de France y miembro de la Academia de las inscripciones y lenguas antiguas, se le considera uno de los fundadores de la historia del arte bizantino en el siglo XX.

## Biografía
Tras sus estudios en San Petersburgo, donde fue alumno de historiadores como N. Kondakov y D. Ainalov, André Grabar salió de Rusia en 1920. En un primer momento se dirigió a Bulgaria, donde fue conservador adjunto del Museo arqueógico de Sofía durante tres años. 
A continuación se trasladó a París, donde fue alumno de Gabriel Millet. Éste había fundado la escuela bizantina francesa en torno a su cátedra en el Collège de France y de su seminario en la Escuela de Altos Estudios parisina. Grabar, tras un puesto universitario inicial en Estrasburgo, sucedió a su maestro G. Millet en 1937, en la Escuela Práctica de Altos Estudios. Más adelante, en 1946, logró una  une cátedra arqueología bizantina en el Collège de France d'archéologie, puesto que ocupó hasta 1966.

## Obra
- L'Eglise de Boiana, 1924.
- La peinture religieuse en Bulgarie, París, 1928.
- Recherche sur les Influences Orientales dans l'Art Balkanique, 1928.
- La Sainte Face de Laon 1936.
- L'empereur dans l'art byzantin 1936.
- Martyrium 1943.
- Byzantine painting. Historical and Critical Study, Genf, Skira, 1953.
- con Carl Nordenfalk. Early medieval painting from the fourth to the eleventh century: Mosaics and Mural Painting, New York, Skira 1957.
- L'Iconoclasme 1957.
- con Carl Nordenfalk. Romanesque painting from the eleventh to the thirteenth century, New York, Skira 1958.
- Christian Iconography. A study of its Origins. Princeton University Press 1968. A. W. Mellon Lectures, National Gallery of Arts, Washington D. C. 1961.
- Le premier art chrétien 1967.
- Los orígenes de la estética medieval, Madrid, Siruela, ISBN 84-9841-063-0[3]
- L'iconoclasme byzantin 1957. Tr.: La iconoclastia bizantina: dossier arqueológico, Madrid, Akal, 1998. ISBN 84-460-0438-0
- Les voies de la création en iconographie chrétienne. 1978. Tr.: Las vías de la creación en la iconografía cristiana, Madrid, Alianza, 1998. ISBN 84-206-7904-6 1985. ISBN 84-206-7049-9 primera edición en castellano[4]
- Selección de alguna de sus obras[5]